# Exosphaeroma media
Exosphaeroma media är en kräftdjursart som beskrevs av George och Stromberg 1968. Exosphaeroma media ingår i släktet Exosphaeroma och familjen klotkräftor. Inga underarter finns listade i Catalogue of Life.